# فريتز إم. لورد
فريتز إم. لورد (بالإنجليزية: Frederic M. Lord)‏ هو إحصائي أمريكي، ولد في 1912 في هانوفر في الولايات المتحدة، وتوفي في 2000.